# Observatorio astronómico universitario Pfaffenwald
El Observatorio astronómico universitario Pfaffenwald (en alemán: Universitätssternwarte Pfaffenwald, a veces también Pfaffenwaldsternwarte) es una torre de observación del cielo construida en 1934 en el distrito de Vaihingen, Stuttgart, Alemania. Originalmente fue un observatorio privado que pertenecía a Hermann Fellmeth, que la construyó junto a su casa de campo en Pfaffenwald. Posteriormente, en el año 1972, pasó a formar parte de la Universidad de Stuttgart. 
Hasta la entrega a la universidad del observatorio, que se encuentra en el campus, fue utilizado de forma privada, pero después se ha usado para la formación de los estudiantes. Desde su renovación, a la que contribuyó la compañía de óptica Zeiss, es un puesto de observación habitual de una asociación astronómica de la universidad (Arbeitskreis Astronomie) fundada en 1977, además de servir como observatorio público. La torre se encuentra rodeada por los edificios de una residencia de estudiantes, lo cual supone un inconveniente para las observaciones. El observatorio astronómico universitario Pfaffenwald, por su carácter histórico, se encuentra listado como monumento protegido.